# Lukas Karlsch
Lukas Fabio Karlsch (* 22. März 1995) ist ein deutscher Schauspieler und Synchronsprecher.
Seine Karriere begann mit der Hauptrolle des Jungen Fritz Fröhlich in der dritten Staffel der ARD-Fernsehserie Rennschwein Rudi Rüssel, die 2009 gedreht und 2010 gesendet wurde. Anschließend trat er in mehreren einzelnen Folgen unterschiedlicher Fernsehserien auf. Daneben spielte er in den beiden Kurzfilmen Wir sind bereit und Das Urteil mit. 
Im Jahr 2013 spielte Karlsch am Freien Werkstatt Theater Köln den Dante im Stück Herzfalten. Darüber hinaus wurde mit ihm im Jahr 2013 die Hauptrolle des Robin Bauer im Fernsehfilm Fliegen lernen besetzt. Eine weitere Hauptrolle in einer Fernsehproduktion ist die des Tom Tabarius in der ZDF-Fernsehserie Herzensbrecher – Vater von vier Söhnen in den Jahren 2013 bis 2016.
In der vom SWR für das Medienangebot funk produzierten Dramedy-Serie Patchwork Gangsta spielt Lukas Karlsch die Rolle des Max Bonz.
In der Horror-Komödie Trolls World – Voll vertrollt! debütiert Karlsch in der Rolle des Charlie als Synchronsprecher.

## Filmografie
- 2010: Rennschwein Rudi Rüssel (Fernsehserie, 13 Folgen)
- 2012: Wir sind bereit (Kurzfilm)
- 2012: Fliegen lernen (Fernsehfilm)
- 2013: Ich bin Boes (Fernsehserie, 2 Folgen)
- 2013: Alarm für Cobra 11 – Die Autobahnpolizei (Fernsehserie, Folge Vergeltung)
- 2013: SOKO Köln (Fernsehserie, Folge Opa ist tot!)
- 2013: Ein Fall für die Anrheiner (Fernsehserie, Folge Mathe: sehr gut)
- 2014: Danni Lowinski (Fernsehserie, Folge Grün ist die Hoffnung)
- 2014: Das Urteil (Kurzfilm)
- 2014: Die Chance (Kurzfilm)
- 2015: Kreisliga – Ein Dorf sieht schwarz (Fernsehfilm)
- 2013–2016: Herzensbrecher – Vater von vier Söhnen (Fernsehserie, 46 Folgen)
- 2018: Bettys Diagnose (Fernsehserie, Folge Eigentor)
- 2018–2019: Patchwork Gangsta (Fernsehserie, 9 Folgen)

## Synchronarbeiten
- 2019: Trolls World – Voll vertrollt! als Charlie